# Begonte
Begonte è un comune spagnolo di 3 674 abitanti situato nella comunità autonoma della Galizia.